# Гартфорд (Вермонт)
Гартфорд (англ. Hartford) — місто (англ. town) в США, в окрузі Віндзор штату Вермонт. Населення — 10 686 осіб (2020).

## Історія
Гартфорд було засноване в 1716 році.

## Географія
Містечко розташоване в східній частині штату Вермонт, поблизу з межею зі штатом Нью-Гемпшир, на берегах річки Вайт-Рівер, на відстані приблизно 67 кілометрів на південний південний схід (SSE) від Монтпілієра, адміністечкративного центру штату. Абсолютна висота — 160 метрів над рівнем моря.

Згідно з даними бюро перепису населення США, площа території містечка становить 118,9 км², з яких, 116,5 км² припадає на сушу і 2,4 км (тобто 2,02 %) на водну поверхню.

## Демографія

### Перепис 2010
Згідно з переписом 2010 року, у місті мешкали 9952 особи в 4446 домогосподарствах у складі 2618 родин. Було 5816 помешкань
Расовий склад населення:
| - 94,9 % — білих - 1,8 % — азіатів - 0,8 % — чорних або афроамериканців - 0,3 % — корінних американців |

До двох чи більше рас належало 1,9 %. Частка іспаномовних становила 1,2 % від усіх жителів.
За віковим діапазоном населення розподілялося таким чином: 20,9 % — особи молодші 18 років, 62,5 % — особи у віці 18—64 років, 16,6 % — особи у віці 65 років та старші. Медіана віку мешканця становила 43,3 року. На 100 осіб жіночої статі у місті припадало 90,7 чоловіків; на 100 жінок у віці від 18 років та старших — 84,4 чоловіків також старших 18 років.
Середній дохід на одне домашнє господарство становив 84 816 доларів США (медіана — 62 170), а середній дохід на одну сім'ю — 105 895 доларів (медіана — 79 320). Медіана доходів становила 49 364 долари для чоловіків та 43 329 доларів для жінок. За межею бідності перебувало 7,4 % осіб, у тому числі 8,2 % дітей у віці до 18 років та 5,4 % осіб у віці 65 років та старших.
Цивільне працевлаштоване населення становило 5115 осіб. Основні галузі зайнятості: освіта, охорона здоров'я та соціальна допомога — 36,3 %, роздрібна торгівля — 11,8 %, виробництво — 9,7 %, мистецтво, розваги та відпочинок — 9,1 %.

### Перепис 2000
За даними перепису населення 2000 року в Гартфорді проживало 10 367 осіб, 2800 сімей, налічувалося 4509 одиниць домашніх господарств і 5493 житлових будинків. Середня густота населення становила близько 47 осіб на один квадратний кілометр.
Расовий склад містечка за даними перепису розподілився таким чином: 97,02 % білих, 0,55 % — афроамериканців, 0,31 % — корінних американців, 0,88 % — азіатів, 0,03 % — вихідців з тихоокеанських островів, 1,05 % — представників змішаних рас, 0,16 % — інших народностей. Іспаномовні склали 0,85 % від усіх жителів містечка.
З 4509 домашніх господарств в 28,7 % — виховували дітей віком до 18 років, 48,8 % представляли собою подружні пари, які спільно проживають, в 10,2 % сімей жінки проживали без мужів, 37,9 % не мали родини. 30,6 % від загального числа сімей на момент перепису жили самостійно, при цьому 10,9 % склали самотні літні люди у віці 65 років та старше. Середній розмір домашнього господарства склав 2,28 особи, а середній розмір родини — 2,86 людини.
Населення містечка за віковим діапазоном за даними перепису 2000 року розподілилося таким чином: 23,4 % — жителі молодше 18 років, 5,9 % — між 18 і 24 роками, 29,3 % — від 25 до 44 років, 26,7 % — від 45 до 64 років і 14,7 % — у віці 65 років та старше. Середній вік мешканця склав 40 років. На кожні 100 жінок в Бреттлборо припадало 89,9 чоловіків, при цьому на кожні сто жінок у віці від 18 років та старше припадало 86,9 чоловіків також старше 18 років.
Середній дохід на одне домашнє господарство в містечкі склав 42 990 доларів США, а середній дохід на одну сім'ю — 51 286 доларів. При цьому чоловіки мали середній дохід в 35 969 доларів США на рік проти 27 073 доларів середньорічного доходу у жінок. Дохід на душу населення в містечкі склав 22 792 долари на рік. 5,3 % від усього числа сімей в містечкі і 8,5 % від усієї чисельності населення перебувало на момент перепису населення за межею бідності, при цьому 8,8 % з них були молодші 18 років і 4,9 % — у віці 65 років та старше.